# Sinaloa de Leyva
Sinaloa de Leyva ist eine Stadt mit 5.240 Einwohnern im Norden des mexikanischen Bundesstaates Sinaloa und Verwaltungssitz des Municipio Sinaloa. Sie liegt auf einer Höhe von 93 Metern.